# Chạy trốn thanh xuân
Chạy trốn thanh xuân (tên cũ: Oan gia xóm trọ) là một bộ phim truyền hình được thực hiện bởi Trung tâm Phim truyền hình Việt Nam, Đài Truyền hình Việt Nam do Vũ Minh Trí và Nguyễn Đức Hiếu làm đạo diễn. Phim phát sóng vào lúc 21h30 thứ 2, 3 hàng tuần bắt đầu từ ngày 26 tháng 11 năm 2018 và kết thúc vào ngày 2 tháng 4 năm 2019 trên kênh VTV3.

## Nội dung
Chạy trốn thanh xuân xoay quanh cuộc sống sinh viên nơi xóm trọ với biết bao số phận khác nhau. An (Lưu Đê Ly) là một cô gái xinh đẹp giỏi giang nhưng cuộc đời An đã khiến cô trở thành một người có vỏ bọc lạnh lùng đến khó ưa. Vì vỏ bọc trên mà khi mới chuyển đến xóm trọ, mọi người đều tỏ thái độ khinh ghét với cô. Nhưng sau, nhờ những chuyện An làm, mọi người dần hiểu ra và xóm trọ đã thân thiết với nhau hơn. Tuy nhiên, cô cũng bắt đầu có tình yêu với Phi (Huỳnh Anh), một chàng trai năng nổ, cá tính trong khi lại đang có mối quan hệ tình cảm với Nam (Mạnh Trường). 5 năm sau khi biệt tích, An đã bất ngờ trở về và khiến cả Phi và Nam rối loạn, cũng cùng lúc đó, Nam đã cưới Châu và có với nhau một người con...

## Diễn viên
- Mạnh Trường trong vai Nam
- Lưu Đê Ly trong vai An[7]
- Huỳnh Anh trong vai Phi[8]
- Phan Minh Huyền trong vai Châu
- NSƯT Chiều Xuân trong vai Bà Phương
- NSƯT Hoàng Hải trong vai Ông Hoài
- NSƯT Hoa Thúy trong vai Bà Thủy
- Thanh Tú trong vai Bà Mỹ
- Bình An trong vai Duy
- Phạm Ngọc Anh trong vai Thùy
- Đỗ Hiệp trong vai Xuân
- Huyền Thạch trong vai Vy
- Lâm Đức Anh trong vai Đạt
- Tạ Vũ Thu trong vai Bố Phi
- Thuỳ Dương trong vai Nhung
- NSƯT Thu Hà trong vai Cô Tía chủ trọ
- Quốc Quân trong vai Gã sẹo
- Phan Thắng trong vai Tuấn
- Nguyễn Ngọc Anh trong vai Dung
- NSƯT Dương Đức Quang trong vai Bố Châu
- NSND Trọng Trinh trong vai Ông Trường
- Phạm Kiều Khanh trong vai Nhất Mai
- Xuân Trường trong vai Ông Trung
- NSƯT Ngọc Tản trong vai Bà Ngoại An
- NSƯT Trương Thu Hà trong vai Nhân
- Hoàng Du Ka trong vai Xã hội đen
- Long Hoàng trong vai Đỗ
- Tiến Việt trong vai Tâm

Cùng một số diễn viên khác....

## Giải thưởng
| Năm  | Giải thưởng     | Hạng mục                  | (Người) đề cử | Kết quả   | Tham khảo |
| ---- | --------------- | ------------------------- | ------------- | --------- | --------- |
| 2019 | Giải Cánh diều  | Phim truyện truyền hình   | —             | Bằng khen | [ 9 ]     |
| 2019 | Ấn tượng VTV    | Phim truyền hình ấn tượng | —             | Đề cử     | [ 10 ]    |
| 2019 | Ấn tượng VTV    | Nam diễn viên ấn tượng    | Huỳnh Anh     | Đề cử     | [ 11 ]    |
| 2019 | WeChoice Awards | Phim truyền hình của năm  | —             | Đề cử     | [ 12 ]    |